# Billy Preston
Billy Preston (Houston, Texas, 2 de setembre de 1946 - Scottsdale, Arizona, 6 de juny de 2006) músic estatunidenc de soul.
Durant la seva trajectòria musical va contribuir amb grups com The Beatles i The Rolling Stones. Va col·laborar també amb altres artistes com Aretha Franklin, The Jackson Five, Bob Dylan, Quincy Jones, Sam Cooke, Sammy Davis Jr., Red Hot Chili Peppers i Sly & The Family Stone. En solitari va gravar 18 discs entre 1965 i 1995. El 1973 va guanyar un Grammy al millor disc instrumental per Outta Space.
Va morir a Scottsdale (Arizona) als 59 anys, víctima d'una malaltia renal. Estava en coma des del novembre de 2005. Preston va patir un trasplantament de ronyó l'any 2002, però aquest òrgan li va començar a fallar poc després i va haver de sotmetre's a diàlisi.